# AB Records
AB Records é uma gravadora evangélica com sede no Rio de Janeiro, pertencente ao Pastor Ronaldo Barros, pai da cantora de música gospel Aline Barros. À princípio, a gravadora foi criada no intuito de divulgar o trabalho da cantora Aline Barros.
Em 1999, a gravadora foi inaugurada com o relançamento do CD Sem Limites de Aline Barros e, a partir daí, o ministério de Aline conquistou progressivamente prestígio e admiração, através de um trabalho sério, profissional e comprometido com princípios e valores cristãos. A AB Records pautou seu trabalho em inovação e pioneirismo para agregar valor e qualidade à música gospel com visibilidade e repercussão no exterior. Após esta iniciativa bem sucedida, a AB Records decidiu ampliar seu cast, investindo em novos talentos da música gospel com lançamentos e distribuição exclusiva de CDs nacionais e internacionais.
Em 2004, a gravadora recebeu o seu primeiro Grammy Latino com Aline Barros pelo "Melhor Álbum de Música Cristã em Língua Portuguesa" com o CD "Fruto de Amor".
Em 2012, Aline Barros lança, pela gravadora, o álbum e DVD Aline Barros 20 Anos.
Atualmente, a AB Records é distribuída mundialmente pela Sony Music.[carece de fontes?]

## Artistas
- Aline Barros
- Banda Vertical
- Carlinhos Felix
- Davison
- Nádia Santolli
- Os Nazarenos
- Projeto Vida Nova de Irajá
- REP
- Rota 33
- Tempus